# Zapora Merowe

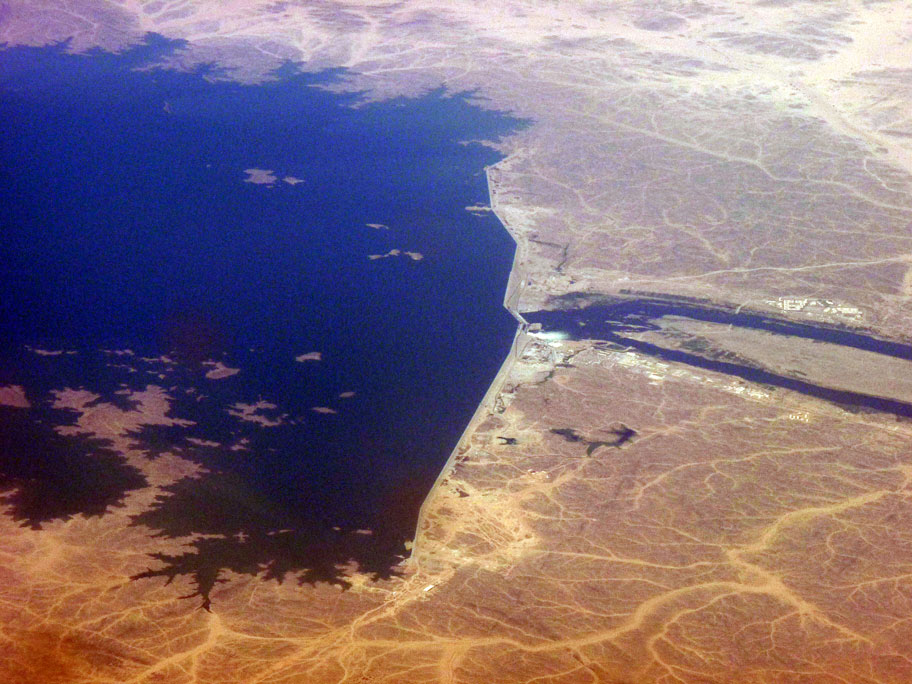
Zapora Merowe

Zapora Merowe – zapora i elektrownia wodna w północnym Sudanie, zlokalizowana w okolicy miasta Merowe, około 350 kilometrów na północ od Chartumu.
Budowa zapory została zrealizowana pomiędzy 2004 a 2009 rokiem kosztem 1,2 mld euro. Realizacja projektu była możliwa dzięki partycypacji finansowej następujących instytucji:
- Chiński Bank Importu i Eksportu - 240 milionów euro;
- Arabski Fundusz Rozwoju Ekonomicznego i Społecznego – 130 milionów euro;
- Saudyjski Fundusz na rzecz Rozwoju – 130 milionów euro;
- Omański Fundusz na rzecz Rozwoju - 130 milionów euro;
- Fundusz Abu Dhabi na rzecz Rozwoju – 85 milionów euro;
- Kuwejcki Fundusz na rzecz Arabskiego Rozwoju Ekonomicznego – 85 milionów euro;
- Brakująca kwota (400 milionów euro) - pokryta przez rząd Sudanu.

Całkowita długość zapory wynosi 9 kilometrów, zaś jej maksymalna wysokość 67 metrów. Zgodnie z planami roczna produkcja energii generowanej przez hydroelektrownię ma wynieść 5,5 TWh. W następstwie powstania obiektu przesiedlonych zostało około 55000-70000 mieszkańców zalanych obszarów.